# School Lane (Metro de Filadelfia)
School Lane  es una estación en la Ruta 101 de la línea Verde del Metro de Filadelfia. La estación se encuentra localizada en School Lane al oeste de la Avenida Edmonds en Drexel Hill, Pensilvania.  La Autoridad de Transporte del Sureste de Pensilvania (por sus siglas en inglés SEPTA) es la encargada por el mantenimiento y administración de la estación.

## Descripción y servicios
La estación School Lane cuenta con 2 plataformas laterales y 2 vías.  

## Conexiones
La estación es abastecida por las siguientes conexiones: 
- Rutas de autobuses: ninguna